# Portuguesos
Els portuguesos (en portuguès: portugueses) són un grup ètnic o humà o una nació nadiua de l'estat de Portugal, a l'oest de la península Ibèrica. La seva llengua és el portuguès i la seva religió predominant és la Catòlica Romana.
A causa de la gran extensió històrica de l'Imperi Portuguès i la colonització de territoris d'Àsia, Àfrica i Amèrica, així com a la recent emigració, es poden trobar comunitats portugueses en moltes regions diferents i hi ha una important diàspora portuguesa.

## Trets generals
Els portuguesos moderns són un grup humà ibèric. Els seus ancestres són molt similars a altres pobles de l'Europa Occidental i Meridional, sobretot de l'estat espanyol, amb els quals comparteixen ancestres i tenen proximitat cultural. Tenen clares connexions amb l'Europa Occidental i Atlàntica, així com amb altres parts del Mediterrani.

## Ascendència

### Orígens històrics
Els portuguesos són un poble del sud-oest d'Europa, els orígens del qual són predominants de l'Europa Atlàntica, l'Europa Occidental i el Mediterrani.
Es creu que els humans moderns que van habitar més antigament Portugal ho van fer al Paleolític. Foren pobladors que van arribar a la península Ibèrica entre 35.000 i 40.000 anys enrere. Les interpretacions actuals del cromosoma Y i de l'ADN mitocondrial suggereixen que, els portuguesos actuals, tenen moltes traces dels llinatges dels pobles paleolítics que van arribar al continent europeu entre l'última glaciació, fa uns 45.000 anys.

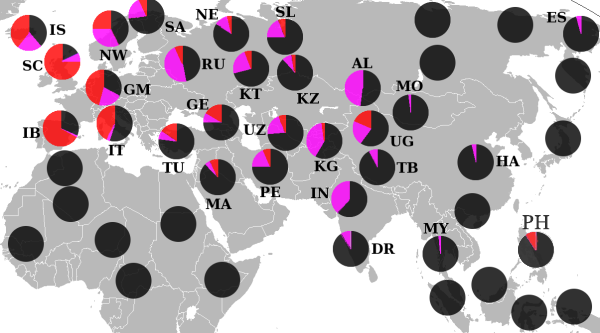
Distribució de R1a (porpra) i R1b (vermell). Vegeu també aquest mapa per la seva distribució a Europa.

La Ibèria Septentrional es creu que va ser un refugi major de l'època de les glaciacions a partir de la qual els humans paleolítics van colonitzar Europa. Les migracions des del que avui en dia és la Ibèria Septentrional durant el Paleolític i el Mesolític lliga els actuals pobladors de la península Ibèrica amb els pobladors de la majoria de l'Europa Occidental, sobretot de les Illes Britàniques i l'Europa Atlàntica. Llibres actuals publicats pels genetistes Bryan Sykes, Stephen Oppenheimer i Spencer Wells han argumentat que hi ha una important influència dels paleolítics i mesolítics ibèrics en els actuals irlandesos, gal·lesos i escocesos, així com en els anglesos. A més a més, el cromosoma Y del haplogrup R1b (d'origen paleolític) és el haplogrup més important dels ibèrics i dels europeus occidentals. Dins el haplogrup R1b hi ha haplotips modals. Un dels que millor caracteritzen aquests haplotips és l'Haplotip modal atlàntic (AMH). Aquest haplotip arriba en altes freqüències a la península Ibèrica i a les Illes Britàniques. A portugal arriba entre el 33% i el 90% (al nord de l'estat).
La colonització neolítica d'Europa des de l'Àsia occidental i l'Orient Mitjà arribà a Ibèria fa uns 10.000 anys, segons el model de difusió dèmica, que va impactar la majoria de les regions meridionals i orientals del continent europeu.
Als inicis del Mil·lenni III aC, a l'edat del bronze, va començar a arribar a la península Ibèrica la primera onada de parladors de Llengües indoeuropees. Aquests, més tard (segles VII i V aC), van ser seguits per altres que es poden identificats com pobles celtes.
Eventualment, es van desenvolupar cultures urbanes a la Ibèria Meridional, com Tartessos, influïts per la colonització fenícia de la Ibèria mediterrània, que estava en pugna amb la colonització grega.

Mapa etnogràfic i lingüístic de la península Ibèrica al voltant del 300 aC.

Aquests dos processos van definir el paisatge cultural ibèric i portuguès: Mediterrani vers el sud-est i Continental vers el nord-oest, segons descriu l'historiador José Mattoso. Donat els orígens dels colonitzadors paleolítics i neolítics i a les migracions indoeuropees, es pot dir que l'origen ètnic dels portuguesos és sobretot una barreja entre indoeuropeus preromans, preindoeuropeus (com, a altres parts d'Ibèria, els íbers, els tartessians i els aquitans, preceltes, proto-celtes i pobles celtes), que van produir pobles com els lusitans de Lusitània, els galaics de Gal·lècia, els celtes i els conis d'Alentejo i l'Algarve.
Els romans van influir de manera important en la cultura portuguesa, fins al punt de considerar que el portuguès deriva del llatí.
Altres influències inclouen els fenicis/cartaginesos (que tenien petits establiments comercials costers al sud del país abans del 200 aC), els vàndals (Silinges i Hasdingis) i els alans sarmatians (migrats des del Nord d'Àfrica, on es van integrar parcialment amb els visigots i els sueus) i els visigots i sueus, seguits per, en el període de l'Àndalus, dels àrabs i amazics, saqalibes (eslaus) i jueus, que encara existeixen en el territori portuguès en l'actualitat.
L'ascendència dels portuguesos moderns ha estat influïda per molts pobles que han passat pel seu territori al llarg de la seva història. Entre aquests hi ha els Pobles ibèrics preromans (Lusitans, Gal·licians, Celtes, Conis i altres tribus locals minoritàries com els brácaros, coelernos, equesos, gróvios, interamicos, leunos, luancos, límicos, narbasos, nemetatos, pésures, quaquernos, seurbos, tamaganos, taporos, turduls, turduli veteres, turdulorum oppida, turods i zoelas), romans, vàndals, sueus i buris, visigots, alans, vikings, sazalibes (eslaus) i jueus (sefardites o Marrans).
La majoria dels àrabs, amazics i jueus foren expulsats de la península Ibèrica durant la Reconquesta per la repressió de la Inquisició i el repoblament per cristians.
Durant la Reconquesta, molts croats es van assentar a Portugal, alguns dels quals van arribar de la Borgonya i Flandes que es van assentar tant al Portugal continental com a les Açores i Madeira.
Pels llinatges dels portuguesos i altres pobles segons el cromosoma Y i el DNA mitocondrial, vegeu aquests mapes: Arxivat 2004-07-28 a Wayback Machine. i  Arxivat 2006-03-26 a Wayback Machine..

### Altres influències històriques

#### Impacte genètic dels Moros a Ibèria
Hi ha un nombre d'estudis de genètica sobre l'impacte genètic dels vuit segles (menys de sis a Portugal) de la influència musulmana a la península Ibèrica (l'Àndalus) en la població ibèrica. Estudis recents mostren relacions menors entre algunes regions ibèriques i poblacions nord-africanes com a resultat d'aquest període de la història. Ibèria és la regió europea que té una presència més destacada de l'haplogrup E3b del cromosoma Y humà (E-M81) U6 and Haplotype Va, de l'haplogrup U (U6) i de l'Haplotip Va, i que això pot ser el resultat l'alguna base de la població mediterrània occidental comuna. A Portugal, els haplogrups de cromosomes Y nord-africans (sobretot els típicament Nord-oest Africans) estan en una freqüència del 7,1%. Alguns estudis de l'ADN mitocondrial també troben evidències del haplogrup nord-africà U6, sobretot al nord de Portugal. Tot i que la freqüència de l'U6 és baixa (4-6%), es va estimar que, aproximadament, el 27% de la població del nord de Portugal tenien ancestres Nord-africanes, ja que l'U6 tampoc és un llinatge comú a l'Àfrica Septentrional.
Segons alguns estudis, els elements nord-africans i àrabs en l'ascendència dels ibèrics actuals són més que trivials si es comparen amb les bases de l'ascendència preislàmica, i sembla que l'Estret de Gibraltar funciona més com un pont genètic que no pas com una barrera. De totes maneres, un estudi que ha utilitzat marcadors genètics diferents ha arribat a diferents conclusions. En un estudi autosomal de Spínola i altres (2005), que analitzà l'antigen leucocitari humà (gens HLA) (inherents en tots els ancestres en els llinatges paterns i materns directes) en centenars d'individus de Portugal, va mostrar que la població portuguesa ha estat influïda per altres europeus i nord-africans, via moltes migracions antigues. Segons els autors, el Nord i el Sud de Portugal mostra una major similitud envers els nord-africans en oposició a la gent del Centre del país, que semblen més propers a altres europeus, ja que el nord de Portugal sembla haver concentrat, segurament a causa de la pressió de l'expansió àrab, un antic pol genètic originat de molts africans septentrionals i altres europeus, influències a través de mil·lennis, mentre que el sud de Portugal mostra una influència genètica nord-africana, probablement resultat d'orígens recents dels amazics que van acompanyar l'expansió àrab.

#### Marcadors genètics del Pròxim Orient a Ibèria
Segons un estudi recent publicat a American Journal of Human Genetics el desembre del 2008 per Adams (i altres), un 30% dels portuguesos moderns (23,6 al nord i un 36,3% al sud) tenen ADN que mostra que provenen de
 poden tenir ascendència de Jueus sefardites masculins i un 14% (11,8 al nord i 16,1% al sud) tenen ascendència mora. Tot i les fonts alternatives possibles pels llinatges adscrits a un origen jueu sefardita, aquestes proporcions foren testimoni de la importància de la conversió religiosa (voluntària o forçada), mostrada per episodis històrics d'intolerància social i religiosa. D'acord amb el record històric, anàlisis de l'haplotip i la diversitat de haplogrups específics suggereix que el component jueu sefardita és més antic que el moro.

#### Marcadors genètics de subsaharians a Ibèria
Portugal és la regió europea que té una freqüència més alta del grup femení haplogrup L d'origen subsaharià. El 2003, un estudi de Brehm (i altres) que va analitzar l'ADn de 525 individus portuguesos, va mostrar que un 11,8% dels portuguesos del sud, un 8,1% dels del centre i un 3,3% dels del nord tenien haplogrups L. La població de Madeira en tenia en un 13% i les de les Açores en un 3,4%. En un estudi del 2005 fet per Pereira (i altres), es va trobar que un 11,38 dels portuguesos del sud, un 5,02% dels del centre i un 3,21% dels del nord tenien haplotips L. Un estudi més recent de Beleza (i altres) (2005-06) va mostrar que només un 0,3% dels portuguesos tenia freqüències subsaharianes en el seu ADN.

## Demografia

### Demografia de Portugal
Hi ha uns 10,2 milions de portuguesos nadius a Portugal, d'una població total de 10,75 milions d'habitants.

### Llengües minoritàries a Portugal
- Hi ha una petita població de 15.000 parlants de mirandès, llengua propera al lleonès als municipis de Miranda do Douro, Vimioso i Mogadouro. Són parlants bilingües de mirandès-portuguès.
- Hi ha una minoria de 2000 parlants del dialecte barranquenho, molt influït per l'extremeny, que es parla a la ciutat fronterera de Barrancos.

### Minories ètniques a Portugal
Persones de les antigues colònies han emigrat a Portugal a les últimes dues o tres dècades. Més recentment hi ha un gran nombre d'eslaus, sobretot ucraïnesos (actualment la tercera minoria ètnica més nombrosa) que han emigrat a Portugal. També hi ha una petita minoria xinesa.
A més a més, hi ha petites minories de gitanos (Ciganos), d'unes 40.000 persones i minories més petites de jueus (uns 5000, sobretot sefardites, com els Jueus de Belmonte).

### La diàspora portuguesa
Es pot trobar més d'un centenar de milions de persones amb ascendència portuguesa arreu del món a causa de l'expansió colonial i a l'emigració dels portuguesos des del segle xvi. Entre el 1886 i el 1966, Portugal fou el segon estat que va patir més l'emigració dels seus habitants, després d'Irlanda. Des de la meitat del segle xix a finals dels 1950, prop de dos milions de portuguesos van deixar Europa per anar al Brasil i als Estats Units. Uns 40 milions de brasilers tenen ascendència de portuguesos recents, a causa de les migracions massives dels darrers anys del segle xix i inicis del segle xx. Uns 1,2 milions de ciutadans brasilers són portuguesos nadius. Existeixen moltes minories portugueses verificades: (vegeu la taula)
Els jueus sefardites portuguesos (la majoria descendents) també són importants a Israel, els Països Baixos, Estats Units, França, Veneçuela, Brasil i Turquia.
Als Estats Units, hi ha comunitats portugueses a Nova Jersey, els estats de Nova Anglaterra i Califòrnia. Al Pacífic, Hawaii té una població portuguesa demostrable des de fa 150 anys. Canadà, sobretot Ontario, Quebec i la Colúmbia Britànica han desenvolupat una comunitat portuguesa significativa des del 1940. Argentina i Uruguai tenen immigració portuguesa des dels inicis del segle xx. A Xile s'hi ha estimat que hi viuen uns 50.000 portuguesos. Pescadors, agricultors i treballadors portuguesos s'han dispersat a través del Carib, sobretot les Bermudes (del 3,75% al 10% de la població), Guyana (4,3% de la població el 1891), Trinitat i Tobago i l'illa de Barbados, en les quals hi ha una influència important de la comunitat portuguesa.
Als inicis del segle xx, el govern portuguès va encoratjar l'emigració de blancs a Angola i Moçambic i als 1970, hi havia més d'un milió de colonitzadors portuguesos a les províncies africanes de Portugal. S'ha estimat que uns 800.000 portuguesos van retornar a Portugal quan les seves possessions van aconseguir la independència el 1975, després de la Revolució dels clavells, mentre que altres van anar al Brasil i Sud-àfrica.
El 1989 hi havia uns 4 milions de portuguesos que vivien a fora del país, sobretot a França, Alemanya, Brasil, el Regne Unit, Sud-àfrica, Canadà, Veneçuela i els Estats Units.
Els portuguesos són el 13% de la població de Luxemburg. El 2006, s'estima que hi havia entre mig milió i un milió de persones d'origen portuguès al Regne Unit, xifra molt més altra de les 50.000 persones que han nascut a Portugal i que viuen en aquest país el 2001 (que no inclou la gent d'ascendència portuguesa). A zones com Thetford i les possessions de la corona britànica, Jersey i Guernesey, els portuguesos són el grup minoritari més nombrós: el 30, el 20 i el 3%, respectivament. La comunitat portuguesa més nombrosa del Regne Unit viu a Londres.
Com a resultat del matrimoni interètnic, s'han produït dialectes basats en el portuguès a les antigues colònies. Sobretot a Malàisia, Singapur i Indonèsia (poble kristang); Barbados, Aruba, Curaçao, Trinitat i Tobago, Guyana, Guinea Equatorial i Sri Lanka (poble burgher).

### Ascendència portuguesa a la població brasilera
| Immigració portuguesa al Brasil des dels inicis de la colonització, des del 1500 al 1990 Font: Institut de Geografia i Estadístiques del Brasil (IBGE) |           |           |           |           |           |           |           |           |           |           |           |           |
| | Dècada    |           |           |           |           |           |           |           |           |           |           |           |
| Nationalitat | 1500-1700 | 1701-1760 | 1808-1817 | 1827-1829 | 1837-1841 | 1856-1857 | 1881-1900 | 1901-1930 | 1931-1950 | 1951-1960 | 1961-1967 | 1981-1991 |
| Portuguesos | 100,000   | 600,000   | 24,000    | 2,004     | 629       | 16,108    | 316,204   | 754,147   | 148,699   | 235,635   | 54,767    | 4,605     |

Els portuguesos són el grup més nombrós d'immigrants europeus del Brasil. A l'època colonial, uns 600.000 portuguesos van anar a viure al Brasil i la majoira d'ells, durant la febre de l'or. Van ser l'únic poble europeu que va colonitzar significativament Brasil durant la seva colonització. La immigració portuguesa era marcada per la preponderància dels homes. La multiplicació de descendents dels assentadors portuguesos succeí pel mestissatge dels homes portuguesos amb dones d'origen indígena, americà i africà. De fet, en el Brasil colonial, els homes portuguesos competien per les dones, ja que les dones també eren minoria en els esclaus africans que hi arribaven. Això explica per què els homes portuguesos van deixar més descendents al Brasil que els amerindis o els homes africans. Les dones índies o africanes eren "dominades" pels portuguesos, que impedien, en la mesura que els era possible, que els altres homes trobessin parelles amb les quals podrien tenir nens. Afegit a això, els blancs tenien una millor qualitat de vida i un nivell de mortalitat menor que els negres i els indígenes. Llavors, tot i que la immigració portuguesa durant l'època colonial fou petita (s'estima que abans de la colonització hi havia uns 5 milions d'indígenes, que van ser portats entre 3 i 6 milions d'africans i que només va haver-hi uns 600.000 immigrants portuguesos), la població blanca (la majoria dels quals són d'ascendència portuguesa), era més gran que la població negra a principis del segle xix.
Després de la Independència del Brasil el 1822, hi havia al voltant d'1,7 milions de brasilers al Brasil. L'emigració de portuguesos al Brasil entre els segles xix i xx fou marcada per la seva concentració a l'estat de São Paulo i a l'estat de Rio de Janeiro. Els immigrants van anar majoritàriament a centres urbans. Dones portugueses apareixien en un percentatge diferent segons les dècades i les regions del Brasil. De totes maneres, un 80% dels immigrants eren homes. Els portuguesos eren diferents d'altres immigrants del Brasil, com els alemanys o els italians que portaven amb ells moltes dones (tot i que sempre es troba una majoria masculina entre els immigrants). Tot i la proporció minsa femenina, els homes portuguesos es casaven sobretot amb dones portugueses. Les dones immigrants rarament es casaven amb homes brasilers. En aquest context, els portuguesos tenen un nivell d'endogàmia molt més alt que les altres comunitats immigrants europees, només superats pels immigrants japonèsos.
Tenint en compte l'herència portuguesa, la majoria dels portugueso-brasilers s'autoidentifiquen com a brasilers, ja que la cultura portuguesa ha estat la predominant a la formació del Brasil.
El 1872, hi havia 3,7 milions de blancs al Brasil (la majoria d'ancestres portuguesos); 4,1 milions de mestissos (la majoria de portuguesos amb indígenes o africans) i 1,9 milions de negres. Aquests nombres donen un percentatge del 80% de la gent que prové totalment o parcialment d'ancestres portuguesos als 1870.
A les darreries del segle xix i als inicis del segle xx, una nova onada important d'immigrants portuguesos van arribar al Brasil. Entre el 1881 i el 1991, uns 1,5 milions de portuguesos van emigrar al Brasil. El 1906, per exemple, hi havia 133.393 habitants nascuts a Portugal a Rio de Janeiro, que representaven el 16% de la població de la ciutat. Avui en dia, Rio encara és considerada la ciutat portuguesa fora de Portugal més important.
Els estudis genètics també confirmen la influència dels brasilers. Segons un estudi, almenys la meitat del cromosoma Y de la població del Brasil prové de Portugal. Els afrobrasilers tenen un percentatge d'un 48% de gens no africans, la majoria dels quals provenen dels seus ancestres portuguesos.
S'estima que al voltant de cinc milions de brasilers podrien adquirir la ciutadania portuguesa, a causa de l'última llei de nacionalitat portuguesa que garanteix la ciutadania als nets dels portuguesos.